# Locklear
Pour les articles homonymes, voir Locklear (homonymie).
Locklear est un vidéaste web français. C'est l'un des streameurs francophones les plus suivis de la plateforme Twitch.
Il produit également du contenu pour ses deux chaînes YouTube. L'une est dédiée à des passages de ses lives compilés en best-of et compte 1,61 million d'abonnés, et l'autre est consacrée à la rediffusion de ses lives et compte plus de 340 000 abonnés. Ses chaînes Twitch et YouTube sont essentiellement consacrées aux jeux vidéo et à la réaction à des contenus humoristiques.

## Biographie
Locklear est né en France le 5 octobre 1990, il éprouve un intérêt pour les jeux vidéo, notamment pour la licence World of Warcraft, Command & Conquer, Battlefield ou Call of Duty. Il est né d'un père franco-canadien et d'une mère née aux Philippines. Il voyagera beaucoup durant son enfance, ses expériences lui ont donné envie d'habiter au Canada, chose qu'il fera de 2019 à 2020. Il a également habité en Chine et aux Philippines.
Le pseudonyme de Locklear est tiré de la licence Halo, il a créé sa chaîne YouTube le 29 mars 2010 et sa chaîne Twitch le 18 octobre 2016. Il se fait connaître comme streamer sur les jeux vidéo Overwatch puis Sea of Thieves, avant de diversifier progressivement son contenu vers de nombreux genres de jeux vidéo voire d'autres formats comme la réaction. Il est souvent apparu en compagnie d'autres streamers comme Squeezie, Gotaga, Doigby, Henry Tran ou encore AlphaCast.
Locklear est un participant du Z Event, le marathon caritatif regroupant des streamers de Twitch. Il participe aux éditions de 2018, 2019, 2020 et 2021, mais à l'édition de 2020 à distance en raison de la pandémie de Covid-19.
En juillet 2021, Locklear organise avec le vidéaste Squeezie un projet intitulé « SOS Streaming » consistant à transformer un vidéaste peu connu en un streamer aguerri,.
En avril 2022, il fait partie des vidéastes à participer à la « Guerre des pixels » sur Place,,.
Du 17 au 19 Janvier 2025, Locklear participe à un évènement caricatif sur Twitch nommé "Stream for Humanity" qui regroupent plusieurs streameur(se)s comme Amine, Kameto, Squeezie, Gotaga, Maghla afin de récolter un maximum de dons et les reverser à l'organisation Médecins sans frontières   pour les victimes des conflits en Palestine, au Liban, en République démocratique du Congo et au Soudan.

## Polémiques

### Exil fiscal
En octobre 2021, ses revenus du streaming fuitent dans la presse avec ceux des principaux acteurs de la plateforme Twitch. Dans le même temps, son déménagement du Canada vers Malte soulève des polémiques et débats dans la communauté Internet sur la question de l'exil fiscal, Malte étant réputé pour proposer une fiscalité plus avantageuse qu'en France. Malgré la polémique, ayant débouché sur une vague de harcèlement à son égard,, il décide de maintenir sa participation au Z Event 2021 et reçoit le soutien de vidéastes, notamment de Squeezie.

### Polémique sur le procès Depp/Heard
En juin 2022, son suivi de la bataille judiciaire entre Johnny Depp et Amber Heard sur Twitch est critiqué par Sonia Devillers dans l’émission C ce soir.